# Ismaël Koné
Ismaël Fanton Koné (Párizs, 1988. július 12. –) francia labdarúgó.